# Tinashe
Tinashe Jørgensen Kachingwe (Lexington, 6 febbraio 1993) è una cantante, ballerina e attrice statunitense.
Ex componente della girl group The Stunners, Tinashe ha dato il via alla sua carriera da solista nel 2012. Nel 2013 l'artista ottiene il suo primo successo con il singolo 2 On e pubblica il suo album di debutto Aquarius. Negli anni successivi seguiranno numerosissime collaborazioni con grandi stelle della musica come Britney Spears, Chris Brown, Enrique Iglesias, Usher, R. Kelly e tanti altri. Il suo nome significa "Dio è con noi" nella lingua shona, parlata nello Zimbabwe, paese d'origine di suo padre.

## Biografia

### Esordi: lavori come attrice, The Stunners (2007-2011)
Cresciuta a Los Angeles, Tinashe ha iniziato a lavorare nel mondo dello spettacolo a tre anni, quando ha iniziato a posare e a ottenere parti in film. Ha infatti fatto il suo debutto in televisione nel 2000 nel film Cora Unashamed. Negli anni successivi, è apparsa nel film Polar Express e nella sitcom Due uomini e mezzo nel ruolo di Celeste, la fidanzata di Jake, nonché in numerosi altri show televisivi.
Per quanto riguarda la sua carriera musicale, dal 2007 al 2011 Tinashe ha fatto parte del girl group The Stunners insieme a altre quattro componenti, tra cui la cantante e attrice Hayley Kiyoko. Il gruppo ha pubblicato cinque EP, svariati singoli e aperto i concerti del My World Tour di Justin Bieber. La band ha fatto parte prima della Columbia Records e poi della Universal, finendo tuttavia per sciogliersi senza aver pubblicato un album di debutto. Da quel momento in poi, Tinashe ha portato avanti la sua carriera musicale da solista.

### Mixtape, Aquarius (2012-2014)
Nel 2012 Tinashe ha pubblicato due mixtape accolti molto favorevolmente dalla critica: In Case We Die e Reverie, che ha registrato nello studio di casa sua. Dopo avere attirato l'attenzione di vari discografici, la cantante ha firmato un contratto con la RCA Records. Il terzo mixtape, Black Water, che include anche una collaborazione con il rapper Travis Scott, è stato pubblicato nel 2013. Alcuni dei brani estratti da questi mixtape ottengono una certa rilevanza: Boss da In Case We Die viene inserito nella colonna sonora della serie TV Single Ladies, mentre Vulnerable da Black Water viene incoronata "must hear song of the week" da MTV.
Nel 2014, Tinashe pubblica il suo primo vero singolo, 2 On con SchoolBoy Q, il quale riesce a portarla per la prima volta in molte classifiche tra cui la Billboard Hot 100 - dove sale fino alla numero 24. Viene dunque pubblicato il suo album di debutto, Aquarius. Da esso sono stati pubblicati anche i singoli Pretend, cantato in collaborazione con A$AP Rocky, e All Hands on Deck, supportati dai seguenti artisti per i remix: Young Jeezy per il primo e Iggy Azalea e DeJ Loaf per il secondo. L'ultimo singolo dell'album è stato Vulnerable, in collaborazione con Travis Scott, già incluso nel precedente mixtape. In questo stesso periodo, l'artista realizza moltissime collaborazioni: Jealous (Remix) con Nick Jonas, Body Language con Kid Ink e Usher, Drop That Kitty con Ty Dolla Sign e Charli XCX, I Wanna Get Better coi Bleachers, Let's Get Real con R. Kelly, All My Friends con Snakehips e Chance The Rapper.

### Nightride, Joyride (2015-2018)
Nel marzo 2015, Tinashe pubblica un mixtape intitolato Amethyst. Il 2 settembre 2015 l'artista annuncia che il suo album successivo s'intitolerà Joyride. I singoli che anticipano questo progetto sono Player (in collaborazione con Chris Brown) e Superlove, pubblicati rispettivamente nell'ottobre 2015 e nel luglio 2016. Oltre a questi brani, Tinashe pubblica anche il buzz single Party Favors, in collaborazione con il rapper Young Thug. In questo stesso periodo, Tinashe apre i concerti per artisti come Nicki Minaj (The Pinkprint Tour) e Katy Perry (Prismatic World Tour). Nel frattempo Tinashe continua a pubblicare varie collaborazioni: Duele el corazon (Remix) con Enrique Iglesias e Wisin, Just Say con KDA, Slumber Party con Britney Spears, Freal Luv con Marshmello, Text From Your Ex con Tinie Tempah e altre ancora.
il 4 novembre 2016 pubblica Nightride, prima parte del progetto Joyride, supportato dal singolo Company. Nel video di tale brano, Tinashe esegue una performance di danza in one-shot. A febbraio 2017, Tinashe, pubblica il singolo Flame. Il 12 gennaio 2018 annuncia l'uscita di tre nuovi singoli: No Drama (in collaborazione con Offset, voce del gruppo rap Migos) uscito la settimana successiva, Faded Love (con il rapper Future) uscito il 12 febbraio e Me So Bad (con i rapper Ty Dolla Sign e French Montana) in uscita il 30 marzo insieme al preordine dell'album Joyride, che verrà poi pubblicato il 13 aprile.

### Fine rapporti con RCA, Songs For You, 333 (2018-presente)

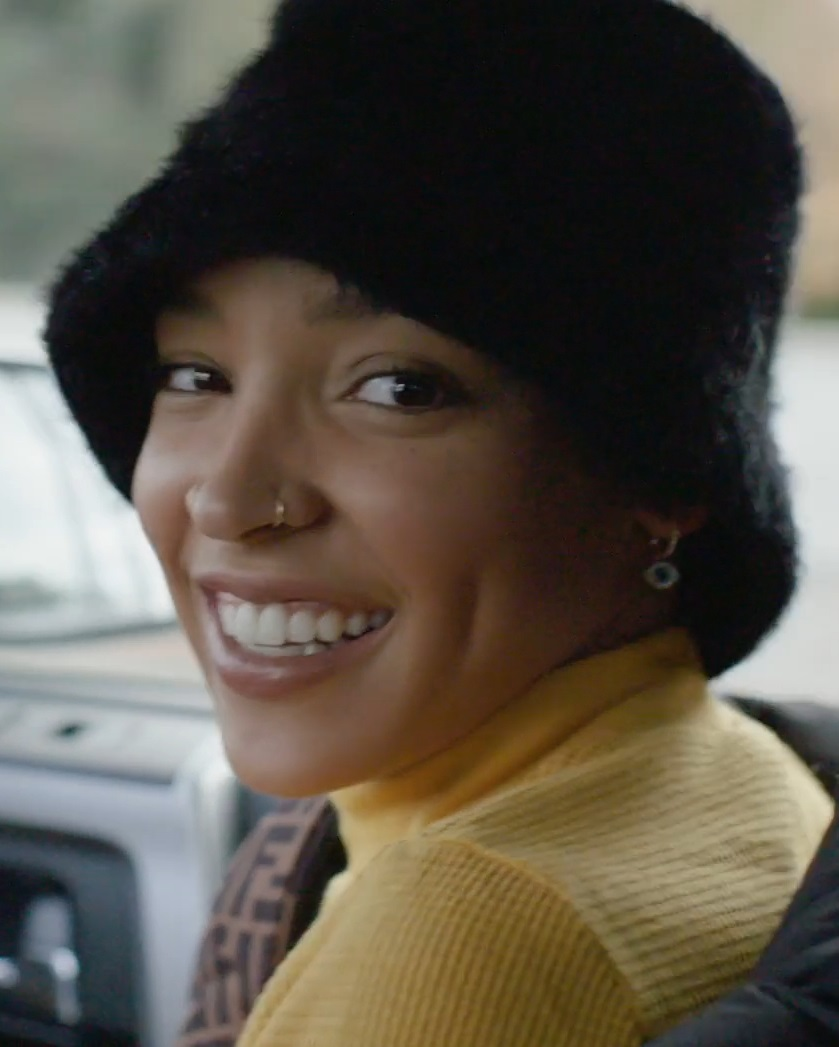
Tinashe nel 2020

Nel giugno 2018, Tinashe pubblica il singolo Like I Used To e annuncia il suo quarto album Nashe. A luglio è la volta de singolo Throw a Fit, ma inizia anche a vociferarsi la cancellazione dell'album. Tali voci saranno confermate in via definitiva soltanto nel febbraio 2019, quando il manager di Tinashe annuncia la fine dei rapporti della cantante con la RCA Records. Nel frattempo, Tinashe prende parte al musical della Fox Rent Live e al programma televisivo Dancing with the Stars.
Nell'ottobre 2019 Tinashe pubblica in modo indipendente il singolo Die a Little Bit, primo estratto dal suo album uscito a novembre Songs for You, seguito da Touch & Go con 6lack . L'anno seguente escono i singoli Rascal (Superstar), DLNW (Dance Like Nobody's Watching) con Iggy Azalea e Love Reggae con JoJo. Il 25 novembre 2020 l'artista pubblica a sorpresa l'EP natalizio Comfort & Joy. Nell'agosto 2021 pubblica il suo quarto album 333, il secondo da artista indipendente, anticipato dai singoli Pasadena (con Buddy), Bouncin e I Can See the Future
Nel corso del 2022, Tinashe realizza vari brani e singoli in collaborazione con altri artisti, fra cui i singoli Naturally, Now to You con Calvin Harris, Normani e Offset e Scandalous con Gryffin. Nel luglio 2023 pubblica il singolo Talk to Me Nice, a cui fa seguito l'EP BB/ANG3L.

## Discografia

### Album in studio
- 2014 – Aquarius
- 2016 – Nightride
- 2018 – Joyride
- 2019 – Songs for You
- 2021 – 333
- 2023 – BB/Ang3l
- 2024 – Quantum Baby

### Mixtape
- 2012 – In Case We Die
- 2012 – Reverie
- 2013 – Black Water
- 2015 – Amethyst

## Filmografia

### Cinema
- Masked and Anonymous, regia di Larry Charles (2003)
- Polar Express, regia di Robert Zemeckis (2004)
- Una parola per un sogno (Akeelah and the Bee), regia di Doug Atchinson (2006)
- Justin Bieber: Never Say Never, regia di Jon M. Chu (2011) – film documentario
- House Party, regia di Calmatic (2023)

### Televisione
- Chiamatemi Babbo Natale (Call Me Claus), regia di Peter Werner – film TV (2001)
- Jimmy fuori di testa (Out of Jimmy's Head) – serie TV, 10 episodi (2007-2008)
- Due uomini e mezzo (Two and a Half Man) – serie TV, 3 episodi (2008-2009)
- Empire – serie TV, episodi 3x14-3x15 (2017)

## Doppiatrici italiane
Nelle versioni in italiano delle opere in cui ha recitato, Tinashe è stata doppiata da:
- Tiziana Martello in Jimmy fuori di testa, Jimmy fuori di testa - Il film
- Micaela Incitti in Due uomini e mezzo